# Матч за звание чемпиона мира по шахматам 1984/1985

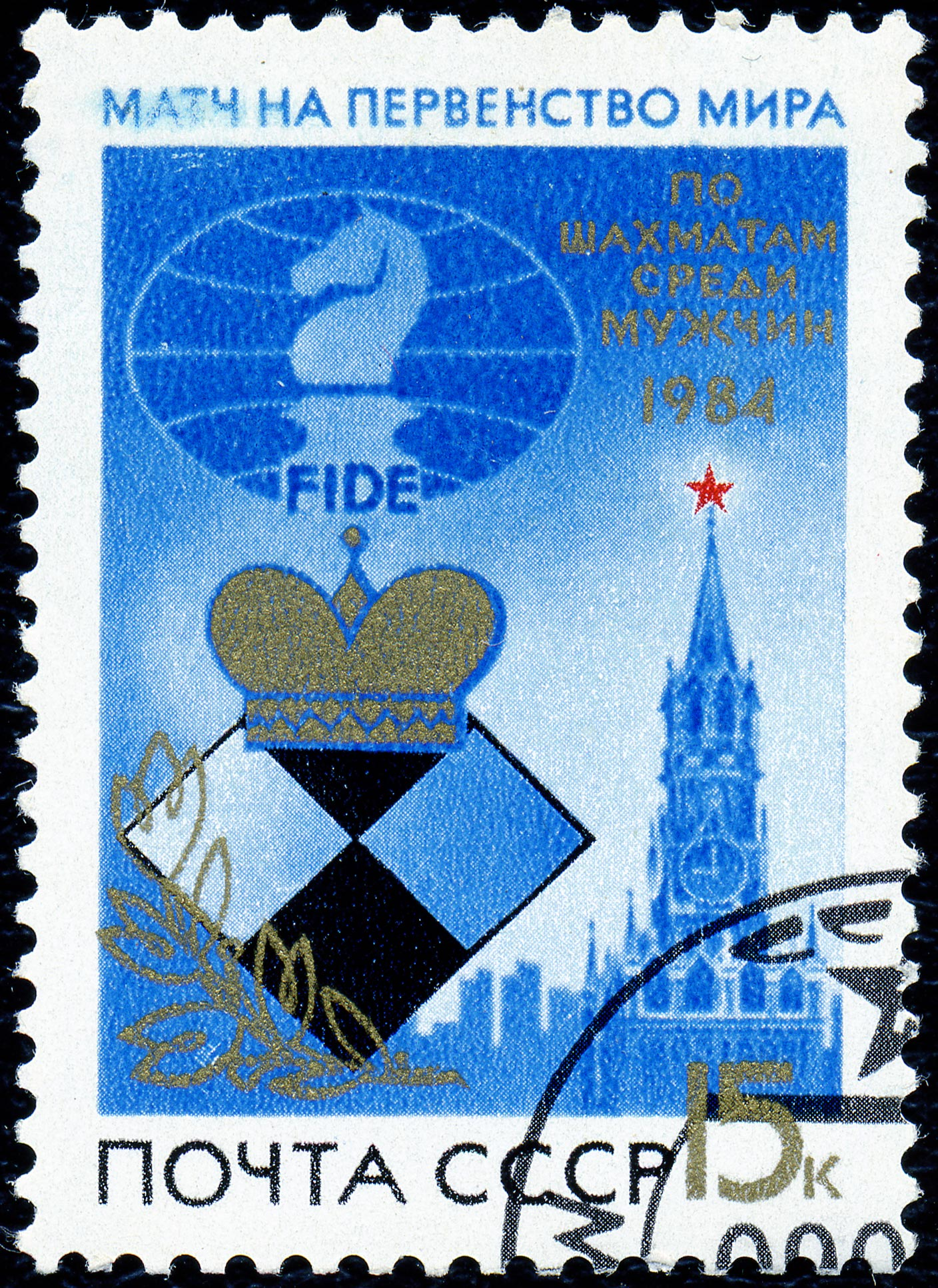
Почтовая марка СССР 1984 года, посвященная матчу

Матч на первенство мира по шахматам между чемпионом мира Анатолием Карповым и победителем соревнования претендентов Гарри Каспаровым (оба — СССР) проходил с 9 сентября 1984 года по 15 февраля 1985 года в Москве и стал рекордным по количеству партий (48). Матч был прерван президентом ФИДЕ Флоренсио Кампоманесом при счёте 5:3 по победам в пользу Карпова при 40 ничьих, осенью 1985 года между теми же соперниками состоялся новый матч.

## Предыстория
Каспаров завоевал право на матч на первенство мира, последовательно победив в матчах претендентов Белявского (+4, −1, =4), Корчного (+4, −1, =6) и Василия Смыслова (+4, =9). Регламент матча был утверждён на конгрессе ФИДЕ в ноябре 1983 года. Конгресс сохранил в общих чертах формулу, по которой проходили матчи 1978 и 1981 годов — до шести побед без ограничения по количеству партий. В регламент была добавлена фраза о личной ответственности президента ФИДЕ за проведение матча. Также конгресс утвердил «План ФИДЕ», предусматривавший переход на двухгодичный цикл соревнований на первенство мира.
Карпов и Каспаров ранее сыграли между собой три партии, все в 1981 году: две в матч-турнире сборных команд СССР и одну в московском международном турнире. Все три партии окончились вничью.

## Матч
Открытие матча состоялось 9 сентября, первая партия — на следующий день. Игры проходили в Колонном зале Дома Союзов (47 игр) , 48 партия проходила в конференц-зале гостиницы «Спорт». Главным арбитром матча был Светозар Глигорич (Югославия), секундантами соперников Никитин и Тимощенко со стороны Каспарова и Зайцев и Балашов со стороны Карпова.
Карпов уверенно захватил лидерство и после 9 партий вёл в счёте — 4:0. После 17 ничьих он выиграл 27-ю партию, и счёт стал 5:0.
Переломной стала 31-я партия: после нескольких неточных ходов Карпов едва не проиграл сопернику. Каспаров выиграл 32-ю партию, счёт стал 5:1, затем вновь последовала серия ничьих, Каспаров одержал победы в 47-й и 48-й партиях. Счёт стал 5:3 (при 40 ничьих).
Спустя несколько дней после 48-й партии, 15 февраля 1985 года, в гостинице «Спорт» состоялась пресс-конференция, на которой Кампоманес объявил о прекращении матча без объявления победителя. Своё решение президент ФИДЕ объяснял тем, что были исчерпаны «физические и возможно психологические ресурсы не только участников матча, но и всех, имеющих к нему отношение». Регламент матча не давал президенту ФИДЕ право остановить матч, но Кампоманес сослался на устав ФИДЕ, согласно которому в перерывах между конгрессами решения принимает именно президент. Новый матч должен начаться в сентябре 1985 года со счёта 0:0. И Карпов, и Каспаров протестовали против прекращения матча, заявив, что в состоянии продолжить игру. Каспаров очень бурно отреагировал на выступление Кампоманеса, назвав происходящее срежиссированным спектаклем, целью которого было спасти Карпова от поражения. В конце концов Карпов, который не мог выиграть свою 6-ю партию 2,5 месяца, подписал документ о согласии с прерыванием матча, а Каспаров отказался это сделать. Кампоманес на пресс-конференции при оглашении своего решения об окончании матча без выявленного результата сказал, что Карпов согласился с его решением, а Каспаров подчинился этому решению. В мае 1985 года исполком ФИДЕ подтвердил действия Кампоманеса и рекомендовал ограничить длительность нового матча 24 партиями.

## Таблица
| №           | Участники       | Рейтинг     | 1     | 2     | 3     | 4     | 5     | 6     | 7     | 8     | 9     | 10    | 11    | 12     |
| ----------- | --------------- | ----------- | ----- | ----- | ----- | ----- | ----- | ----- | ----- | ----- | ----- | ----- | ----- | ------ |
| 1           | Анатолий Карпов | 2705        | ½     | ½     | 1     | ½     | ½     | 1     | 1     | ½     | 1     | ½     | ½     | ½      |
| 2           | Гарри Каспаров  | 2715        | ½     | ½     | 0     | ½     | ½     | 0     | 0     | ½     | 0     | ½     | ½     | ½      |
| ECO         | ECO             | ECO         | B81   | E17   | B44   | E15   | B85   | E15   | D34   | E05   | D34   | E12   | A30   | D58    |
| Игровые дни | Игровые дни     | Игровые дни | 10.9  | 12.9  | 17.9  | 21.9  | 24.9  | 26.9  | 28.9  | 3.10  | 5.10  | 8.10  | 10.10 | 12.10  |
| №           | Участники       |             | 13    | 14    | 15    | 16    | 17    | 18    | 19    | 20    | 21    | 22    | 23    | 24     |
| 1           | Анатолий Карпов |             | ½     | ½     | ½     | ½     | ½     | ½     | ½     | ½     | ½     | ½     | ½     | ½      |
| 2           | Гарри Каспаров  |             | ½     | ½     | ½     | ½     | ½     | ½     | ½     | ½     | ½     | ½     | ½     | ½      |
| ECO         | ECO             | ECO         | A30   | E15   | E15   | E15   | D58   | E15   | D55   | A30   | D53   | E05   | D53   | A33    |
| Игровые дни | Игровые дни     | Игровые дни | 15.10 | 17.10 | 19.10 | 22.10 | 24.10 | 26.10 | 29.10 | 31.10 | 2.11  | 5.11  | 12.11 | 16.11  |
| №           | Участники       |             | 25    | 26    | 27    | 28    | 29    | 30    | 31    | 32    | 33    | 34    | 35    | 36     |
| 1           | Анатолий Карпов |             | ½     | ½     | 1     | ½     | ½     | ½     | ½     | 0     | ½     | ½     | ½     | ½      |
| 2           | Гарри Каспаров  |             | ½     | ½     | 0     | ½     | ½     | ½     | ½     | 1     | ½     | ½     | ½     | ½      |
| ECO         | ECO             | ECO         | D58   | A33   | D55   | C42   | D47   | C42   | D58   | E12   | D45   | D58   | B64   | D58    |
| Игровые дни | Игровые дни     | Игровые дни | 19.11 | 21.11 | 23.11 | 28.11 | 3.12  | 5.12  | 7.12  | 12.12 | 17.12 | 19.12 | 26.12 | 28.12  |
| №           | Участники       | 37          | 38    | 39    | 40    | 41    | 42    | 43    | 44    | 45    | 46    | 47    | 48    | Очки   |
| 1           | Анатолий Карпов | ½           | ½     | ½     | ½     | ½     | ½     | ½     | ½     | ½     | ½     | 0     | 0     | 25 (5) |
| 2           | Гарри Каспаров  | ½           | ½     | ½     | ½     | ½     | ½     | ½     | ½     | ½     | ½     | 1     | 1     | 23 (3) |
| ECO         | ECO             | B63         | D58   | D58   | D58   | C42   | D58   | B84   | C92   | B85   | C92   | D52   | C42   |        |
| Игровые дни | Игровые дни     | 2.1         | 4.1   | 7.1   | 9.1   | 14.1  | 16.1  | 18.1  | 21.1  | 23.1  | 28.1  | 30.1  | 8.2   |        |

Одной из особенностей матча стали т. н. «партии-перевертыши» с розыгрышем одного и того же дебютного варианта за разный цвет: Ферзевый гамбит в системе Тартаковера-Макогонова-Бондаревского повторился 10 раз, 5 раз белыми играл Карпов, 5 раз — Каспаров.

## Примечательные партии

### 41-я партия матча
Карпов — Каспаров
Русская партия (защита Петрова) (C42)

Event "FIDE World Championship"

[White "Karpov, Anatoly Y."]
[Black "Kasparov, Garry K."]
[Result "1/2-1/2"]
Москва, 14.01.1985
1.e4 e5 2.Nf3 Nf6 3.Nxe5 d6 4.Nf3 Nxe4 5.d4 d5 6.Bd3 Be7 7.O-O Nc6 8.c4 Nb4 9.Be2 dxc4 10.Bxc4 O-O 11.Nc3 Nd6 12.Bb3 Bf6 13.h3 Bf5 14.Be3 Re8 15.a3 Nd3 16.Rb1 c5 17.dxc5 Ne4 18.Bc2 Nxb2 19.Qxd8 Raxd8 20.Rxb2 Bxc3 21.Rxb7 Nxc5 22.Bxc5 Bxc2 23.Rxa7 Bd1 24.Re7 Rxe7 25.Bxe7 Rd3 26.Ng5 Bb2 27.Bb4 h6 28.Ne4 f5 29.Nc5 Rd5 30.Re1 f4 31.a4 Rd4 32.a5 Rxb4 33.Rxd1? {белые упускают возможность выиграть партию, а вместе с ней и весь матч ходом 33. а6!} Bd4 34.Ne6 Ba7 35.Rd7 Rb1+ 36.Kh2 Bxf2 37.Nxf4 Ra1 38.Ne6 Rxa5 39.Rxg7+ Kh8 40.Rf7 Be3 41.Kg3 Bd2 42.Rd7 Bc3 43.Kf3 Kg8 44.Nf4 Rf5 45.Ke4 Rf7 46.Rd8+ Kh7 47.Rd3 Re7+ 48.Kf3 Bb2 49.Rb3 Bc1 50.Nd5 Re5 51.Nf6+ Kg6 52.Ne4 Rf5+ 53.Ke2 Re5 54.Rb4 Re7 55.Rc4 Re8 56.g3 Bb2 57.Kf3 Re6 58.Rc5 Bd4 59.Rd5 Be5 60.Rb5 Bc7 61.Rc5 Bb6 62.Rc8 Bd4 63.Rg8+ Bg7 64.h4 Ra6 65.Kf4 Ra5 66.Re8 Rf5+ 67.Ke3 Re5 68.Rg8 Re7 69.Kf4 Rf7+ 70.Kg4 h5+ 71.Kh3
1/2-1/2